# Glenrothes (Whiskybrennerei)
Glenrothes ist eine Whiskybrennerei am Ortsrand von Rothes, Moray, Schottland, Großbritannien.

## Geschichte
Die Brennerei wurde 1878 durch James Stuart & Co. gegründet. Nachdem die geldgebende Caledonian Bank schließen musste, gründeten William Grant, Robert Dick und John Cruickshank die Firma William Grant & Co. und stellten die Destillerie fertig. Sie war nach Glen Grant die zweite Destillerie im Ort. Die Produktion von Whisky begann am 28. Dezember 1879, an dem Tag als die erst 1877 erbaute Firth-of-Tay-Brücke bei Dundee einstürzte. 1887 kam die Brennerei zu Highland Distillers. Ein Feuer zerstörte am 15. Mai 1922 das Lagerhaus Nr. 1 mit rund 2.500 Fässern Whisky. Der brennende Whisky floss in den Burn of Rothes, der mitten durch den Ort läuft. 1963 wurde die Anzahl der Brennblasen von vier auf sechs, 1980 auf acht und 1989 auf zehn erhöht. Highland Distillers wurde 1999 von der Edrington Group übernommen.

## Produktion
Das Wasser der zur Region Speyside gehörenden Brennerei stammt aus der Ardcanny'Quelle und der Brucehill'Quelle. Die Destillerie verfügt über einen Maischbottich (mash tun) (4,92 t) und zwanzig Gärbottiche (wash backs) 12 aus Douglasienholz (je 25.500 l) und acht aus Edelstahl (ebenfalls je 25.500 l, z. Zt. ungenutzt). Destilliert wird in fünf wash stills (je 22.990 l, benutzt werden aber nur 12.900 l) und fünf spirit stills (je 25.400 l, benutzt werden aber nur 15.000 l) die durch Dampf erhitzt werden. Das verwendete Malz kommt aus der Mälzerei der Tamdhu-Destillerie.